# اندیس کوه مام زر
کوه مام زر یک اندیس فلزی است که در حوالی شهر پاریز استان کرمان قرار دارد و مادهٔ معدنی موجود در آن، مس است. سنگ میزبان این اندیس ولکانیک است  در این اندیس، پاراژنز‌های مالاکیت یافت می‌شوند.